# Conférence des non-alignés

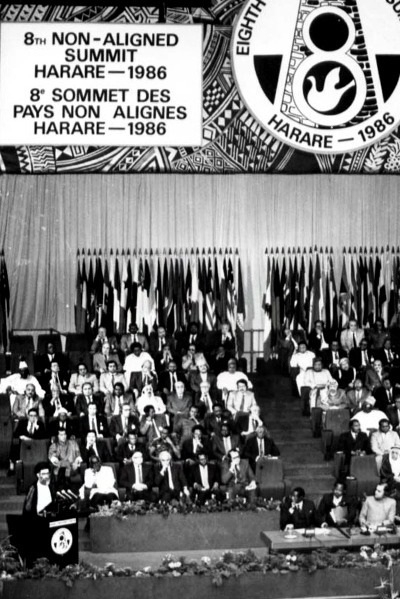
Le président iranien Ali Khamenei au pupitre lors de la huitième conférence du mouvement des non-alignés à Harare, 1986.

La conférence des non-alignés est le sommet du Mouvement des non-alignés. 

## Histoire
En 1955 à Bandung en Indonésie se réunissaient pour la première fois les représentants de vingt-neuf pays africains et asiatiques dont Gamal Abdel Nasser (Égypte), Nehru (Inde), Soekarno (Indonésie) et Zhou Enlai (Chine). Cette conférence marqua l'entrée sur la scène internationale des pays du Tiers monde. Les pays du Tiers monde choisissent le non-alignement ; ils ne veulent pas coopérer avec les différents blocs. Ces pays décolonisés formèrent le troisième bloc. Le terme « non-aligné » fut préféré à ceux de « neutres » ou « non-engagés ».
Ce premier rendez-vous regroupe 24 nations participantes : l'Afghanistan, l'Arabie Saoudite, la Birmanie, le Cambodge, le Ceylan, Cuba, Chypre, l'Éthiopie, le Ghana, la Guinée, l'Inde, l'Indonésie, l'Irak, le Liban, le Mali, le Maroc, le Népal, la Somalie, le Soudan, la Tunisie, la République arabe unie, le Yémen, la Yougoslavie, et l'Algérie (représentée que par le GPRA). Le Brésil, la Bolivie et l'Équateur y ont pris siège en tant qu'observateurs.

## Éditions

### 1961 - Belgrade
La 1re édition s'est déroulée du 1 au 6 septembre 1961 à Belgrade. Cette conférence s'est principalement orientée sur le sujet de la guerre froide, et les pays non alignés se sont donné pour mission d'apaiser les tensions est-ouest, un débat fortement orienté par Nehru qui souhaitait une coalition plus opaque.

### 1964 - Caire
La 2e édition s'est déroulée du 5 octobre 1964 au Caire. Cinquante pays participent à l'évènement, un chiffre doublé par rapport à l'édition précédente et qui s'explique par la vague d'indépendance au début des années 1960. Les pays participant ont remis en question le statut de non-aligné de Cuba qui s'est fortement lié à l'URSS depuis quelques années.

### 1970 - Lusaka
La 3e édition s'est déroulée du 8 au 10 septembre 1970 à Lusaka en Zambie. Elle regroupe 54 pays participants, 9 pays observateurs et de nombreux mouvements de libération. Cette conférence est particulièrement marquée pour sa radicalisation du mouvement, de telle sorte que les ministres des Affaires étrangères réunis à Georgetown en 1972 peuvent lui donner des structures telles que le Comité permanent – dont le siège est à New York – et qui répartit les différents secteurs d'action entre les pays coordinateurs.

### 1973 - Alger
La 4e édition s'est déroulée du 5 au 9 septembre 1973 à Alger.
Elle regroupe 75 pays participants, ainsi que quatre organisations internationales et une douzaine de mouvements de libération. Ces participants se mettent d'accord pour privilégier les questions de développement plutôt que la recherche d'une reconnaissance sur la scène politique internationale. Parmi les nouveaux participants, on compte de nombreux pays d'Amérique latine.

### 2012 - Téhéran
La 16e édition s'est déroulée du 26 au 31 août 2012 à Téhéran, en Iran. Les représentants de 120 pays y ont notamment discuté des sanctions occidentales contre l'Iran et du conflit israélo-palestinien. Un document de 200 pages a été établi, condamnant les pressions et agressions diplomatiques internationales, et rejetant la diabolisation de certains pays.

### 2016 - Porlamar
La 17e édition se déroule du 13 au 18 septembre 2016 à Porlamar au Venezuela.